# IC 4312
IC 4312 је спирална галаксија у сазвјежђу Кентаур која се налази на листи објеката дубоког неба у Индекс каталогу.
Деклинација објекта је - 51° 4' 17" а ректасцензија 13h 40m 30,8s. Привидна величина (магнитуда) објекта IC 4312 износи 12,4 а фотографска магнитуда 13,4. IC 4312 је још познат и под ознакама ESO 220-29, IRAS 13373-5049, PGC 48384.